# モハメド・サルミーン
モハメド・アフメド・サルミーン（محمد سالمين、Mohamed Ahmed Salmeen、1980年11月4日 - ）は、バーレーンの元サッカー選手。現役時代のポジションはミッドフィールダー。バーレーン史上最高の選手と称されていた。
2005年3月30日に埼玉スタジアム2002で行われた2006 FIFAワールドカップ・アジア最終予選の日本対バーレーンの試合に出場。後半27分にゴール前のボールをクリアしようとし、オウンゴールを献上した。この試合は1-0で日本が勝利したため、結果としてサルミーンが決勝点を与えた形となった。
その後、2005年6月にコンサドーレ札幌に売り込みを行ったとされるが、高額な年俸などの問題もありJリーグ移籍は実現しなかった 。